# Lebanese Broadcasting Corporation
Lebanese Broadcasting Corporation (En árabe: المؤسسة اللبنانية للإرسال o LBC) es una estación de televisión  libanés. Muy popular en el mundo árabe, se han hecho varias versiones para diferentes públicos (del Líbano, árabe, de Europa, de Australia). 
Fue creada durante la guerra del Líbano en apoyo a las ideas de las Fuerzas Libanesas, pero ya se ha convertido en menos partidista. Recientemente, el líder de las Fuerzas Libanesas, Samir Geagea, ha recuperado el control. 
Este canal es a menudo considerada como la segunda cadena árabe en términos de ingresos, después de la Dubái. Es parte de las cuatro grandes cadenas árabes: MBC, LBC, Al Jazeera y Future  Television. 
El Príncipe Al-Walid bin Talal, ha adquirido parte del capital de  la empresa, pero la gestión es todavía mantenida por Pierre Daher.
- Datos: Q1810824